# Колумбия (округ, Арканзас)

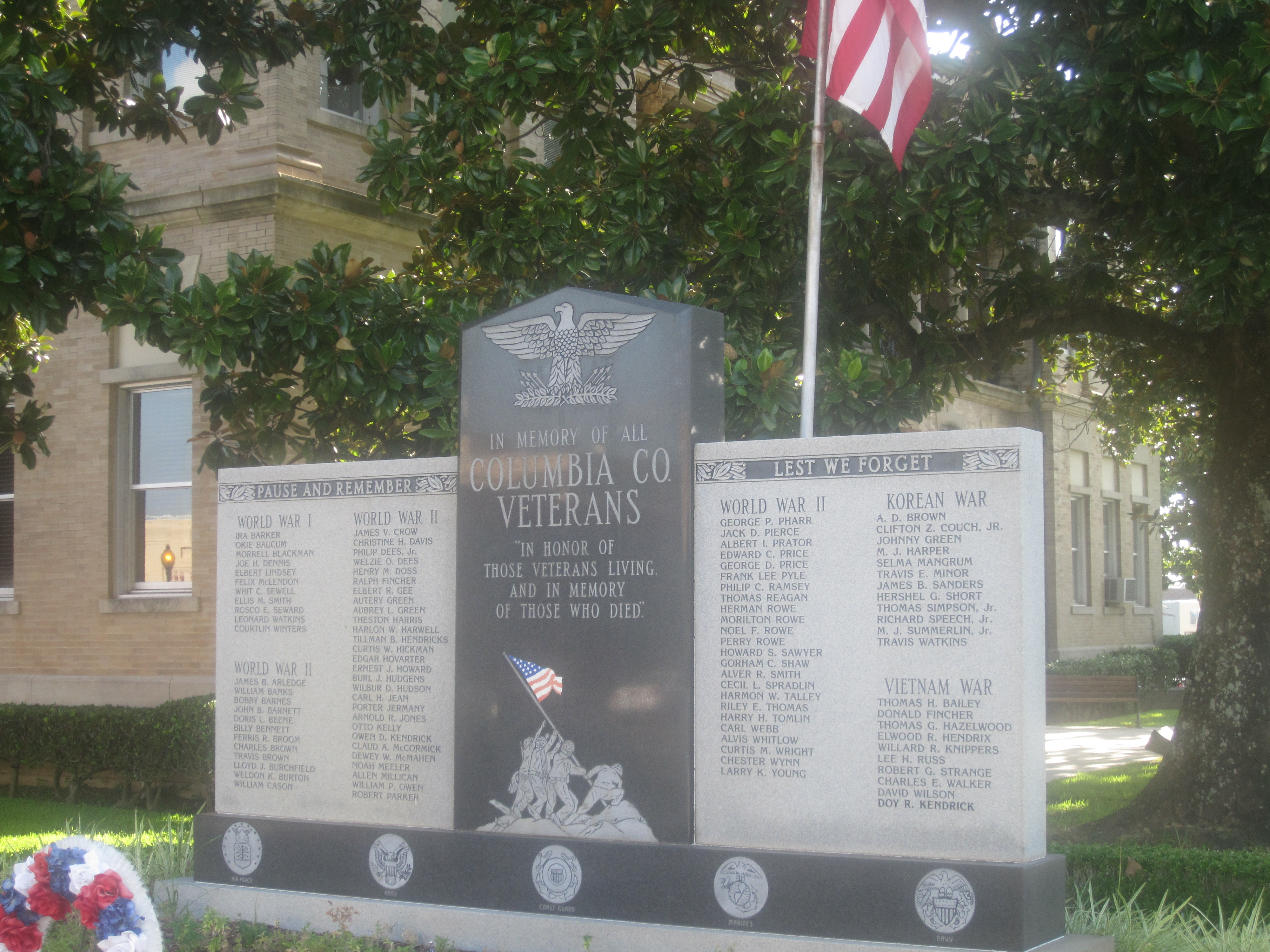
Мемориал ветеранов округа Колумбия на лужайке перед зданием окружного суда

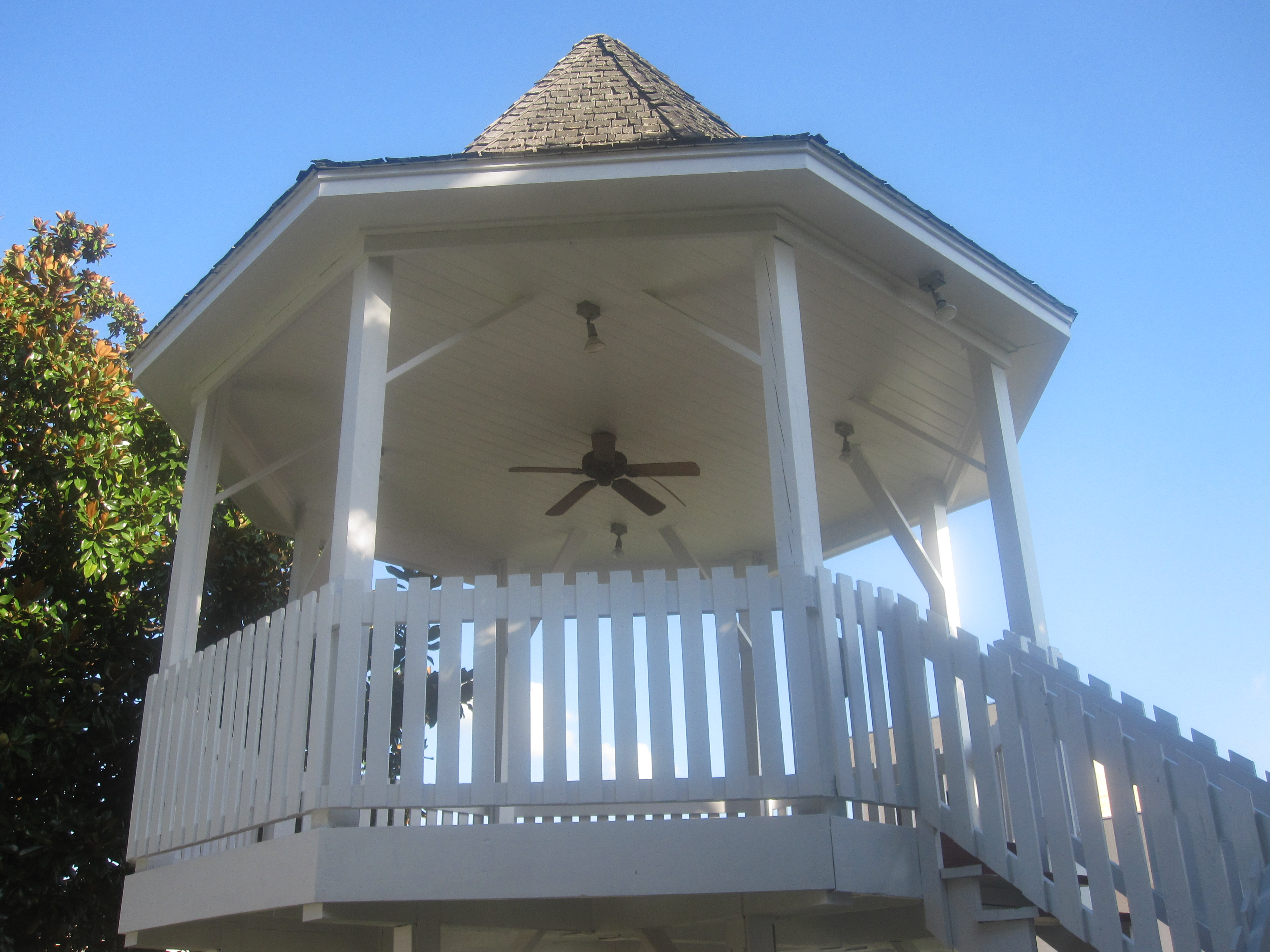
Беседка на территории окружного суда

Колу́мбия (англ. Columbia County) — округ, расположенный в штате Арканзас, США с населением в 25 603 человека по статистическим данным переписи 2000 года. Столица округа находится в городе Магнолия.
Округ Колумбия был сформирован 17 декабря 1852 года и получил своё название в честь Христофора Колумба. В округе действует запрет на оборот алкогольной продукции, поэтому Колумбия входит в список так называемых «сухих» округов страны.

## География
По данным Бюро переписи населения США округ Колумбия имеет общую площадь в 1987 квадратных километров, из которых 1984 кв. километра занимает земля и 3 кв. километра — вода. Площадь водных ресурсов округа составляет 0,10 % от всей его площади.
В округах Колумбия и Юнион штата Арканзас находятся месторождения брома, являющиеся основными природными запасами этого элемента в Соединённых Штатах.

### Соседние округа
- Невада — север
- Уошито — северо-восток
- Юнион — восток
- Клейборн (Луизиана) — юго-восток
- Уэбстер (Луизиана) — юг
- Лафейетт — запад

## Демография

Диаграмма распределения населения округа по возрастным категориям. Данные переписи населения 2000 года

По данным переписи населения 2000 года в округе Колумбия проживало 25 603 человека, 6 747 семей, насчитывалось 9 981 домашнее хозяйство и 11 566 жилых домов. Средняя плотность населения составляла 13 человек на один квадратный километр. Расовый состав округа по данным переписи распределился следующим образом: 62,08 % белых, 36,06 % чёрных или афроамериканцев, 0,26 % коренных американцев, 0,34 % азиатов, 0,03 % выходцев с тихоокеанских островов, 0,77 % смешанных рас, 0,46 % — других народностей. Испано- и латиноамериканцы составили 1,05 % от всех жителей округа.
Из 9 981 домашних хозяйств в 30,10 % — воспитывали детей в возрасте до 18 лет, 48,90 % представляли собой совместно проживающие супружеские пары, в 15,10 % семей женщины проживали без мужей, 32,40 % не имели семей. 29,20 % от общего числа семей на момент переписи жили самостоятельно, при этом 13,80 % составили одинокие пожилые люди в возрасте 65 лет и старше. Средний размер домашнего хозяйства составил 2,45 человека, а средний размер семьи — 3,03 человека.
Население округа по возрастному диапазону по данным переписи 2000 года распределилось следующим образом: 25,10 % — жители младше 18 лет, 12,30 % — между 18 и 24 годами, 25,30 % — от 25 до 44 лет, 21,40 % — от 45 до 64 лет и 15,90 % — в возрасте 65 лет и старше. Средний возраст жителей округа составил 36 лет. На каждые 100 женщин в округе приходилось 90,90 мужчины, при этом на каждых сто женщин 18 лет и старше приходилось 86,70 мужчины также старше 18 лет.
Средний доход на одно домашнее хозяйство в округе составил 27 640 долларов США, а средний доход на одну семью в округе — 36 271 долларов. При этом мужчины имели средний доход в 31 313 долларов США в год против 20 099 долларов США среднегодового дохода у женщин. Доход на душу населения в округе составил 15 322 долларов США в год. 15,80 % от всего числа семей в округе и 21,10 % от всей численности населения находилось на момент переписи населения за чертой бедности, при этом 28,70 % из них были моложе 18 лет и 20,00 % — в возрасте 65 лет и старше.

## Главные автодороги
- US 79
- US 82
- US 371
- AR 19
- AR 98
- AR 160

## Города
- Магнолия
- Мак-Нейл
- Тейлор
- Уолдо
- Эмерсон

## Невключённая территория
- Атланта